# Gordon Moore
Gordon Moore (3. ledna 1929, San Francisco, Kalifornie – 24. března 2023, Havaj) byl americký vynálezce a podnikatel, jeden ze zakladatelů Silicon Valley. Spoluzakládal firmu Fairchild Semiconductors a s Robertem Noycem založil firmu Intel. Je autorem tzv. Moorova zákona.

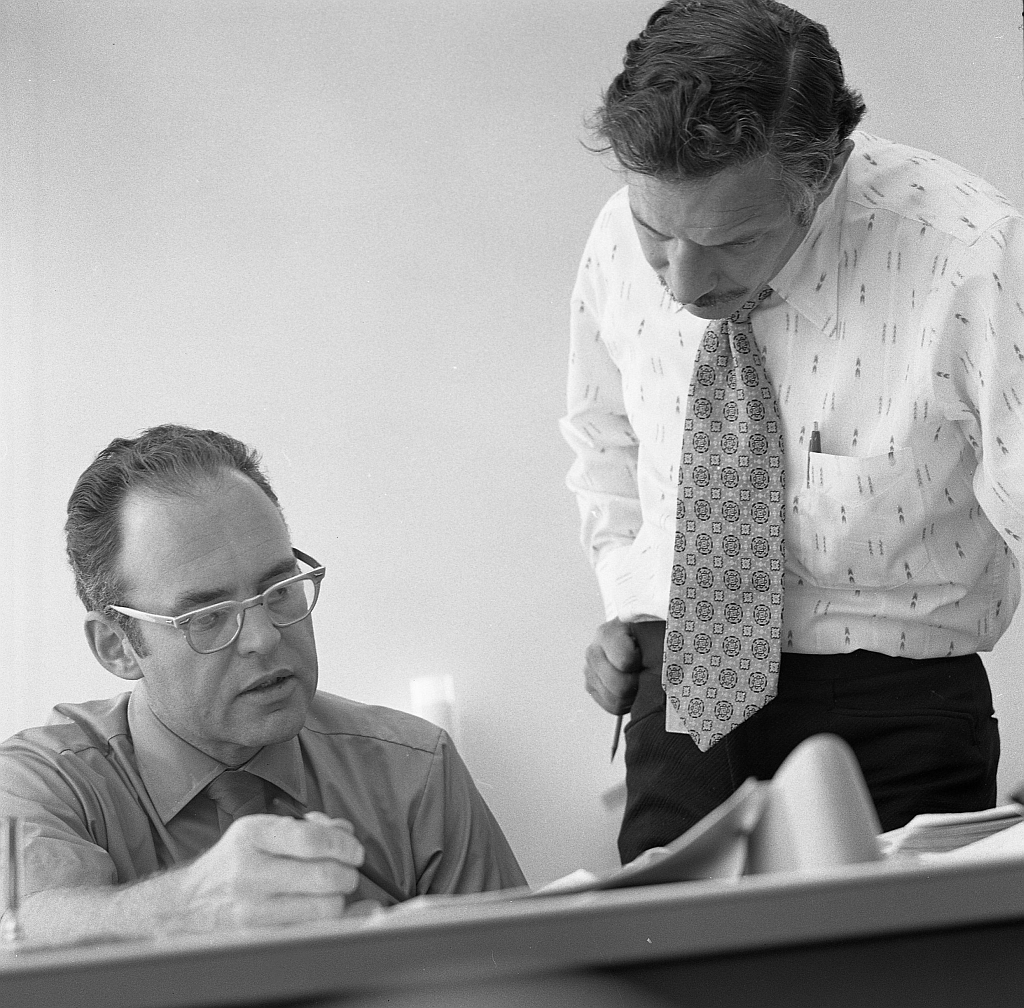
Gordon Moore a Robert Noyce v roce 1970

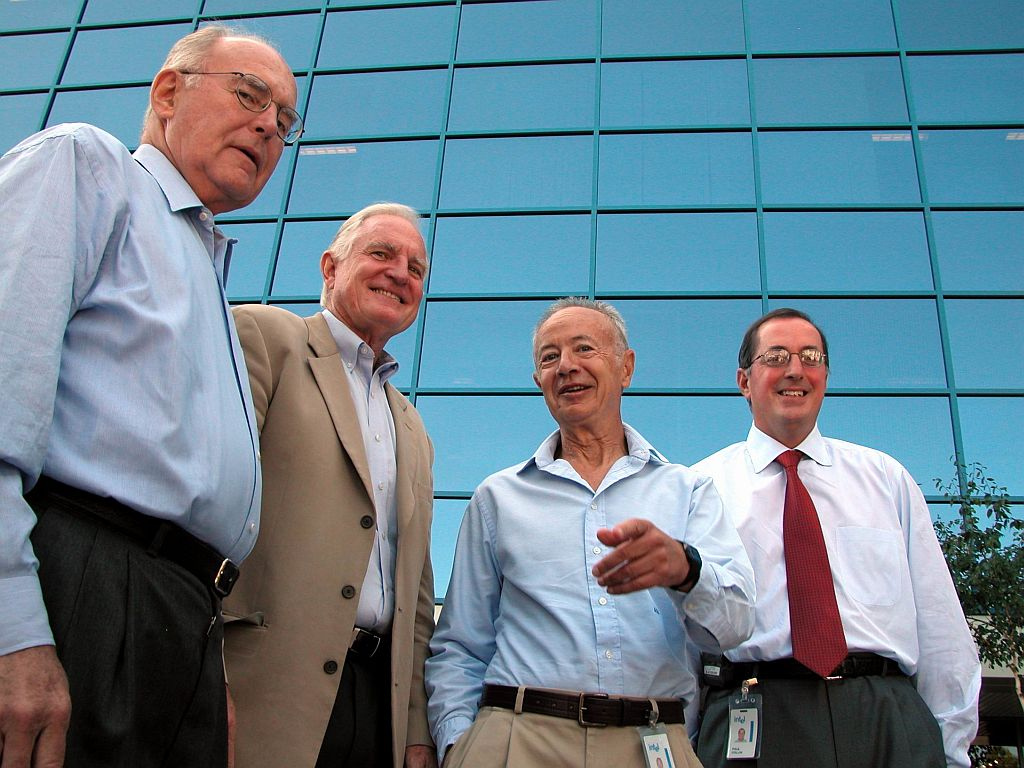
Gordon Moore a všichni pozdější CEO Intelu v roce 2013

## Život
Narodil se v San Franciscu, ale vyrůstal v kalifornském městečku Pescadero, kde byl jeho otec Walter šerifem. Matka Florence provozovala malý obchod se smíšeným zbožím. Když mu bylo 10 let, rodina se přestěhovala do nedalekého Redwood City. Tam se u souseda seznámil s dětským chemickým setem, který ho uchvátil, a rozhodl se, že se stane chemikem.
Nejprve studoval chemii San José State University, kde se také seznámil se svou budoucí manželkou Betty. Poté se přesunul na univerzitu v Berkeley, kde v roce 1950 získal titul bakaláře a stal se tak první vysokoškolsky vzdělanou osobou v rodině. Poté pokračoval ve studiu na California Institute of Technology (Caltech), kde roku 1954 získal titul Ph.D. v oboru chemie a fyzika. Na Caltechu potkal Williama Shockleyho, nobelistu a spoluvynálezce tranzistoru. 
Poté Moore působil jako vědec v Applied Physics Laboratory spadající pod Univerzitu Johse Hopnise v Marylandu. Práce ho však příliš nebavila. Když Shockley založil v Palo Altu firmu Shockley Semiconductors, která se chtěla zaměřovat na vývoj polovodičů, nabídl v roce 1956 Moorovi, aby se stal jedním z prvních zaměstnanců, a to přesto, že obor polovodičů mu byl dosud vzdálený. Shockley Semiconductors se stala první firmou v později proslulém epicentru počítačového průmyslu zvaném Silicon Valley. K prvním zaměstnancům firmy patřil i fyzik Robert Noyce, spoluvynálezce mikročipu, tedy integrovaného obvodu s několika tranzistory na jedné křemíkové destičce.
Noyce a Moore se brzy začali dostávat s autoritativním Shockleym do konfliktů, a tak spolu se šesti dalšími zaměstnanci odešli a založili vlastní firmu Fairchild Semiconductor. Kapitál jim poskytl podnikatel a vynálezce Sherman Fairchild, odtud i název nové firmy. Firma začala rychle expandovat. Jejím prvním výrobkem byl plošný tranzistor 2N697. Společnost IBM koupila sto kusů, za 150 dolarů za kus. Průlom přišel roku 1960, když firma vyvinula obvod se čtyřmi tranzistory na jedné křemíkové destičce.
Roku 1965 Moore formuloval proslulý Moorův zákon, a to v článku o integrovaných obvodech pro časopis Electronics Magazine. Zákon říká, že „počet tranzistorů v jednom integrovaném obvodu se zdvojnásobí každý rok při zachování stejné ceny“. Moore v článku odhadl, že tento zákon bude řídit vývoj technologie deset let. Avšak platí dodnes.
Moore a Noyce se roku 1968 rozhodli z Fairchild Semiconductor odejít a založit novou firmu. Nejprve ji nazvali NM Electronics, později Intel (což je akronym „integrated electronics“). Nabídli přitom spolupráci chemikovi Andy Groveovi, který se na rozvoji firmy později také velmi podílel. Další nespokojenci z Fairchild Semiconductors odešli velmi brzy a založili v Silicon Valley další firmu AMD (Advanced Micro Devices), dodnes velkého konkurenta Intelu.
Intel okamžitě zaznamenal úspěch s výrobou paměťových čipů SRAM (static random access memory), od roku 1971 pak s mikroprocesorem Intel 4004, prvním mikroprocesorem volně prodávaným na trhu. Roku 1972 Intel začal vyrábět vlastní počítač s tímto mikroprocesorem. IBM se však trh s osobními počítači v USA podařilo postupně ovládnout (první počítač vrhli na trh roku 1981), a tak se od 80. let Intel soustředil na vývoj a prodej mikroprocesorů, především pro počítače IBM a Compaq.
Průlomovým byl patrně především procesor Intel 80386, který pracoval na frekvenci 16–33 MHz a měl 275 tisíc tranzistorů. Jednak jeho výkon umožnil vytvořit osobní počítač zajímavý pro spotřebitelský trh a jednak Moore zvolil zajímavou strategii, když se rozhodl tento procesor nepatentovat a umožnil jeho volné šíření. Zdánlivě nelogický krok vedl k zisku takřka absolutní hegemonie – technologie Intelu se tak rozšířila, že ostatní firmy se jí musely přizpůsobit a Intel tak získal na své vývojové linii technologický náskok. Intel pak začal vrhat na trh další průlomové mikroprocesory. Intel 80486 z roku 1989 se stal prvním čipem s více než milionem tranzistorů. Roku 1993 firma představila revoluční procesor Intel Pentium, který zaznamenal obrovský úspěch.
Moore byl v letech 1968–1975 na pozici výkonného viceprezidenta Intelu, v roce 1975 se stal prezidentem i CEO (výkonný ředitel či hlavní manažer). Roku 1987 se stal předsedou představenstva, když funkci prezidenta a výkonného ředitele převzal Andy Grove. Roku 1997 byl jmenován doživotním čestným prezidentem. V roce 2001 odešel do důchodu.
V roce 2000 se svou manželkou založil Gordon and Betty Moore Foundation, které daroval 175 mil. akcií společnosti Intel, které v té době měly hodnotu přes 5 mld. dolarů. Nadace se zaměřuje na ochranu přírody, podporu vědy, zdravotní péči a místní projekty v oblasti San Francisca.
Roku 1990 byl Moore vyznamenán oceněním National Medal of Technology, později Prezidentskou medailí svobody. V roce 2008 obdržel Čestnou medaili IEEE.
Časopis Forbes v roce 2022 odhadl hodnotu jeho jmění na 7,5 mld. amerických dolarů a označil ho za 214. nejbohatšího na světě. Se svou manželkou Betty měl syny Kennetha a Stevena. Mezi jeho velké koníčky patřilo sportovní rybaření. Zemřel 24. března 2023 v 94. letech ve svém domě na Havaji.